# Castillo de Santa Florentina
El castillo de Santa Florentina (castell de Santa Florentina en catalán) es una fortaleza neogótica situada en Canet del Mar (Cataluña, España). Originalmente se trataba de una casa del siglo XI, a su vez levantada sobre una fortificación romana, ampliada en la Edad Media y restaurada como castillo en 1910 por Domènech i Montaner. Actualmente funciona como centro de eventos.

## Historia
El primitivo edificio era una villa (domus) o fortificación romana. En el siglo XI se construyó una casa, cuyos primeros propietarios documentados fueron los señores feudales Guadimir de Canet y posteriormente Gilbert de Canet. El esplendor del edificio comienza con Ferrer de Canet en el siglo XIV. ya que fortifica la casa y añade torreones medievales. En el siglo XVI, pasó a manos de Dimas Muntaner, cuya familia lo regentó hasta el cambio de propiedad a favor de la familia Capmany, propietarios del castillo en la actualidad. En 1908 fue sede de estancia de Alfonso XIII, que concedió a Ramon de Montaner i Vila el título de conde de Canet. En 1910, fue ampliado y reformado por el arquitecto modernista Lluís Domènech i Montaner. Su fachada contiene unas gárgolas realizadas por el escultor Carles Flotats i Galtés.

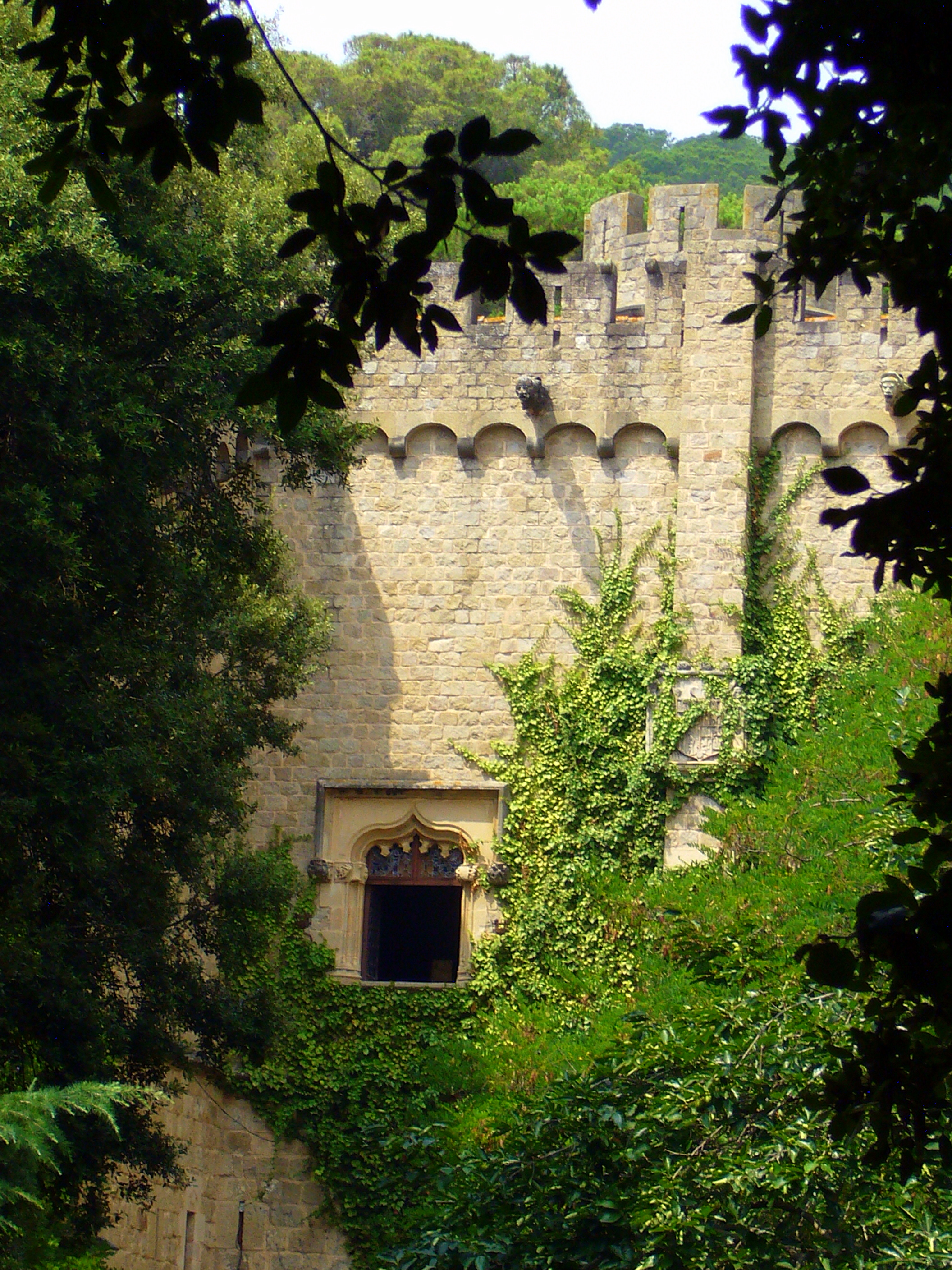
Vista de uno de los muros góticos del castillo.

El castillo alberga una interesante colección de obras de artistas catalanes de comienzos del siglo XX, así como sus dos antiguas torres de defensa. La revista Architectural Digest. Las casas más bellas del mundo lo cita en el número de noviembre de 1998. Dice el artículo que 

sorprende ver sus muros tan antiguos con un aspecto tan actual. A veces se la quiere visitar por lo antigua y a veces por lo modernista, pero un modernismo que respeta admirablemente los cánones góticos de la vieja construcción, como lo demuestran los muebles, las esculturas, los tapices, los cuadros, la porcelana, el vidrio y las armas que llenan sus estancias. El conjunto resulta armonioso, solemne y, al mismo tiempo, sorprendentemente vivo.
Architectural Digest. Las casas más bellas del mundo, noviembre de 1998 

### Uso actual
Actualmente, el castillo sirve como lugar de eventos (sesiones fotográficas, bodas...), y ha sido conservado como un museo, además de albergar un Festival de música clásica que se celebra desde 1999 durante los meses de julio y agosto.
Aparece como escenario en la serie de televisión Juego de Tronos, representando Colina Cuerno, hogar de la Casa Tarly, familia de Samwell Tarly. Asimismo, aparece en diferentes escenas de Los herederos de la tierra (serie de televisión), una serie de televisión española basada en la novela homónima de Ildefonso Falcones. 
También aparece en la película La tabla de Flandes, de 1995 y basada en la novela homónima de Arturo Pérez Reverte publicada en 1990.